# Warnach
Warnach (Luxemburgs: Warnech) is een dorp in de Belgische provincie Luxemburg. Warnach ligt in Tintange, een deelgemeente van Fauvillers in het Land van Aarlen. De plaats ligt aan de N4, 12 kilometer ten zuiden van Bastenaken en 10 kilometer ten noorden van Martelange.

## Geschiedenis
Op het eind van het ancien régime werd Warnach een gemeente, maar deze werd in 1823 al opgeheven en bij Tintange gevoegd.
Bij gemeentelijke fusies van 1977 werd Tintange, met daarin Warnach, bij Fauvillers gevoegd.

## Evenementen
Het dorp geniet regionale bekendheid wegens de traditionele kerstmarkt, de oudste die in het Waals gewest wordt georganiseerd. Hier worden uitsluitend ambachtelijke producenten uit de regio toegelaten en de kerstman wordt er geweerd omdat hij geen deel uitmaakt van de kersttraditie.
Deelgemeenten: Fauvillers · Hollange · Tintange

Overige dorpen: Bodange · Burnon · Honville · Hotte · Malmaison · Menufontaine · Sainlez · Strainchamps · Warnach · Wisembach

Belgische gemeenten · Arrondissement Bastenaken · Luxemburg · Wallonië